# Porochilus
Porochilus is een geslacht van straalvinnige vissen uit de familie van de koraalmeervallen (Plotosidae).

## Soorten
- Porochilus argenteus (Zietz, 1896)
- Porochilus meraukensis (Weber, 1913)
- Porochilus obbesi Weber, 1913
- Porochilus rendahli (Whitley, 1928)